# کلایو رویل
کلایو رویل (انگلیسی: Clive Revill؛ زادهٔ ۱۸ آوریل ۱۹۳۰) بازیگر اهل بریتانیا است.
از فیلم‌ها یا برنامه‌های تلویزیونی که وی در آن نقش داشته‌است می‌توان به ملکه اسپانیا، آسیاب بادی سیاه، امپراتوری ضربه می‌زند، زندگی خصوصی شرلوک هولمز، خاطرات یک دختر جوان، بانی لیک گم شده، زیبابین، شازده کوچولو، گالیلئو، فاتوم، دراکولا، یک دیوانگی خوب، شاهزاده قورباغه، جنتلمن‌های برونکوس و متیلدا اشاره کرد.
نقش های او همچنین شامل صداپیشگی امپراطور در نسخه اصلی تئاتر امپراتوری ضربه می زند  است.